# Xanagahlı
Xanağalı is een dorp (kəndi) in het district Bərdə in Azerbeidzjan.